# 張纓
張纓（1508年—？），字重卿，河南彰德府安陽縣人，明朝政治人物。

## 生平
嘉靖十年（1531年）辛卯科河南鄉試第七十三名舉人。嘉靖十四年（1535年）中式乙未科會試第三百十名，登第三甲第一百六十九名進士。授江都县知县，歷官湖广宝庆府通判、山西潞安府知府。

## 家族
曾祖張時，曾任主簿；祖父張澤；父張瑨，母楊氏。慈侍下。